# 조지 본햄

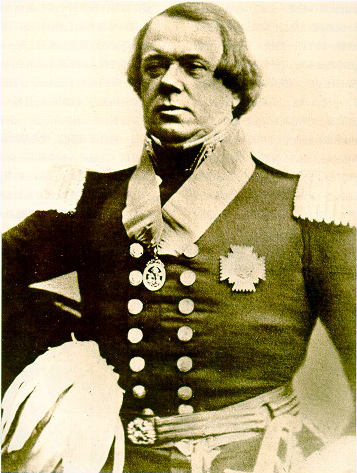
조지 본햄

사무엘 조지 본햄(Sir Samuel George Bonham, 1st Baronet, 1803년 9월 7일~1863년 10월 8일)은 영국의 식민지 관료로 4대 해협 식민지 총독, 3대 홍콩의 총독을 역임했다.

## 초기 생애
켄트주 파버샴 출신으로 동인도 회사 소속이었던 장교 조지 본햄의 아들이다. 로버트 우드게이트의 자녀인 사무엘 조지 본햄의 모친은 부친의 두 번째 배우자였다. 사무엘 조지 본햄에게는 또한 이름이 이사벨라인 자매가 있었다. 부친 조지 본햄은 1810년 익사했다.
15세가 됐을 때 수마트라 븡쿨루에서 동인도 회사 직원으로 일하기 시작했다.

## 해협 식민지 총독 재임기
1833년 케네스 머치슨 총독 재임기 때 해협 식민지 부총독이 됐으나 머치슨 총독이 자주 자리를 비우게 되어 본햄이 사실상 총독 업무를 대행하게 됐다. 그후 1836년 11월 18일 정식으로 총독이 되어 1843년 1월까지 재임했다. 처음에는 총독부를 페낭에 두었으나 이후 싱가포르로 옮겼다. 총독 재임기에 싱가포르는 아편 전쟁에 참전하는 군함에 보급품을 전함으로써 전략적 중요성 뿐 아니라 상업적 중요성을 띄게 됐다. 본햄 총독은 부분적인 부채 속박 폐지에 관여했고, 해당 지역의 전투 해적에 선박을 제공했다. 통치 비용 감소를 위해 고위급 관료를 19명에서 8명으로 줄였다.

## 홍콩 총독 재임기
동인도 회사 소속으로 복무한 후 홍콩 총독 겸 대중 무역 전권대사 겸 책임자가 됐다. 총독 재임기에 재정 균형을 위해 영국령 홍콩 정부의 지출을 줄였고 세입을 늘리기 위해 부동산 시장을 촉진했다. 세입을 늘리는 이와 같은 방법은 한 세기 후 영국령 홍콩 정부의 주요 세입원이 됐다.
1848년 바스 훈장을 수여받았다.
1850년 홍콩 주변 지역 해적에 대한 작전이 성공했다. 그리고 청나라 중앙 정부와의 직접적인 연결 통로를 개설하려고 메드허스트를 파견단으로 보냈으나 실패했다.
1853년 태평천국의 난 도중 강녕 전투로 인해 난징이 함락되자 영국은 상하이 조차지 함락을 우려하게 되었고, 본햄은 상해만국상단이라고 불리는 의용군을 소집했는데, 해당 부대는 이후 이성 전투에 참전했다.
홍콩 총독에서 물러난 이후 잉글랜드로 귀국했다.

## 개인 생애
1846년에 토마스 바너드의 장녀 엘렌 에밀리아 바너드와 결혼하여 아들 조지 프랜시스 본햄(1847년 8월 28일~1927년 7월 31일)을 보았는데 그는 조지 본햄의 준남작 작위를 승계받았다. 조지 본햄의 배우자는 1859년 사망했다. 조지 본햄은 1863년 밝혀지지 않은 이유로 사망한 후 런던 켄살 그린 공동묘지에 매장됐다.
| 전임 존 프랜시스 데이비스 | 제3대 홍콩의 총독 1848년 3월 21일~1854년 4월 13일 | 후임 존 보링 |